# 가스통 미롱

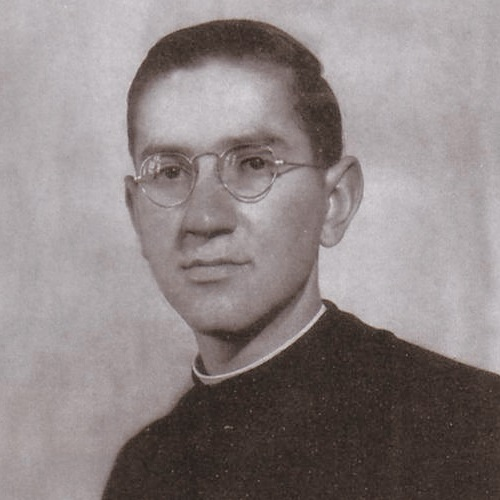

가스통 미롱(1928년 1월 8일 ~ 1996년 12월 14일)는 캐나다의 작가이다.

## 소개
생트아가트데몽에서 태어났다. 1947년에 몬트리올에 정착해 몬트리올 대학교에서 사회과학 강의를 듣고 여러 문인을 만나게 되면서 퀘벡의 현실 문제에 눈을 뜨게 된다. 1953년에 출간된 그의 첫 시집 [두 가지 피]는 시에 대한 강한 열정과 시의 내부에 존재하는 자아, 퀘벡이라는 피지배적 공간 속의 자아를 향한 각성의 외침이었다.
[두 가지 피] 이후 ‘조용한 혁명’ 시기 직전과 그 기간에 생산해 낸 그의 시들을 [사랑을 향한 전진], [라바테슈], [꺼져 가는 삶]과 같은 몇 단계의 시적 과정으로 구분해 각기 명칭을 부여했다. 1953년의 시집과 이런 여러 시적 과정의 작품들을 모아 1970년에 [꿰맨 인간(L'homme rapaille?)]을 출간했다.

## 꿰멘 인간
[꿰맨 인간]은 “흩어진 정체성의 조각들을 꿰매고 이어서, 상처는 있으나 본래 모습을 되찾은 인간”을 뜻한다. 퀘벡의 정체성을 확립하려는 고민이 엿보인다. 그의 시편들에서 우러나는 퀘벡인들의 슬픔은 우리에게도 공감을 일으킨다. 생생한 언어의 고통을 담고 있는 미롱의 미완성 시집을 한국어로 처음 출간한다.
미롱의 시는 비참하다. 시인이 그리는 퀘벡인의 육체와 시선과 영혼은 각기 경직되었거나 상실되었으며 병적인 고통에 빠져 있고 결국 그들의 모든 것은 "죽어 간다"는 것이다. 그리고 다가올 퀘벡인의 혁명은 피를 겉으로 드러냄 없이 내면에 흐르는 "깨진 거울 사이의 네 붉은 피"로 상징된다. 자신을 비출 수 있는 거울이 깨져 있다는 것, 그 사이로 붉은 피가 흐르고 있다는 것, 그것은 본질이 쪼개지고 흩어진, 그 자신 밖에 있는 인간의 모습이며 그의 정신적 내출혈과 다름 아니다.
퀘벡 문학이 그토록 기다렸던 이 시집 [꿰맨 인간]은 출간 이후 몇 차례 개작 과정을 거쳤지만 저자는 이를 끝까지 미완성의 시집으로 간주한다. 미완성이라는 의미는 새로운 시를 추가해야 된다는 것이 아니라, 그 항거와 슬픔의 시가 퀘벡의 치유되지 않는 상처처럼 아직도 생생한 언어의 고통을 담고 있다는 의미다. 미롱은 1970년 이후 많은 시를 쓰지 못했다. 이것은 1950년대와 1960년대의 상황을 반영하는 자신의 시적 문체에 대한 집착이며, 삶의 변화 혹은 현실 개혁에 대한 그의 요구가 아직도 유효하다는 것을 보여 주는 셈이다.